# 284 Amalia
284 Amalia är en asteroid i huvudbältet, som upptäcktes den 29 maj 1889 av den franske astronomen Auguste Charlois. Den namngavs senare Amalia, men bakgrunden är inte närmare känd.
Amalias senaste periheliepassage skedde den 14 mars 2020.[Uppdatering behövs] Dess rotationstid har beräknats till 8,55 timmar.